# Електронни спортове
Електронните спортове (също киберспорт или е-спорт) са вид състезания, провеждани посредством видеоигри. Това често са организирани състезания по видеоигри, които се играят в мрежа, и най-вече между професионални играчи, които играят индивидуално или по отбори. Макар състезанията дълго време да са част от културата на видеоигрите, те са основно аматьорски до средата на първото десетилетие на XXI век, когато участието на професионални играчи и броят на зрителите в тези събития набира голяма популярност чрез услугите за предаване на живо по интернет. Към края на десетте години на XXI век електронните спортове вече са значителен фактор в игровата индустрия, като много разработчици на игри активно създават и финансират състезания.
Най-разпространените жанрове на компютърни игри, попадащи в тази категория, са MOBA, стратегиите в реално време (RTS), шутърите от първо лице (FPS), файтинг игрите и игрите с карти. Най-популярните заглавия сред тях са League of Legends, Dota, Counter-Strike, StarCraft. Много от състезанията са организирани в лиги, в които участват спонсорирани отбори. Макар класифицирането на турнирите по електронни спортове като реално спортно състезание да остава под въпрос, те намират място заедно с традиционните спортове в някои спортни събития в Азия, особено след като Международният олимпийски комитет започва да дискутира включването им в бъдещите олимпиади.
Популярността и признаването на е-спортовете настъпва първоначално в Азия, главно в Южна Корея и Китай. Лицензирани професионални играчи в Южна Корея се появяват още през 2000 г. Въпреки огромната си индустрия за видеоигри, е-спортовете в Япония са слабо развит сегмент от нея, главно поради строгите противохазартни закони, които забраняват платените професионални турнири по видеоигри. Извън Азия е-спортовете са популярни и в Европа и Америка – и на двата континента се провеждат както регионални, така и международни състезания.
Към края на второто десетилетие на XXI век е изчислено, че аудиторията на електронните спортове ще нарасне до 454 милиона души, а приходите от турнири - до над 1 милиарда долара. Навлизането на все повече онлайн стрийминг платформи, най-големите от които са Twitch и YouTube, изиграва ключова роля в разрастването и популяризирането на състезанията в тази категория. Сред професионалните играчи нараства делът на жените, а съотношението между мъжете и жените сред зрителите е приблизително 6:1.